# Slovak Open 2017
Die Slovak Open 2017 im Badminton fanden vom 30. August bis zum 2. September 2017 in Trenčín statt.

## Sieger und Platzierte
| Disziplin    | Gold                                   | Silber                                     | Bronze                              |
| ------------ | -------------------------------------- | ------------------------------------------ | ----------------------------------- |
| Herreneinzel | Andraž Krapež                          | Matthew Carder                             | Miha Ivanič                         |
| Herreneinzel | Andraž Krapež                          | Matthew Carder                             | Sam Parsons                         |
| Dameneinzel  | Laura Sárosi                           | Maryna Iljinska                            | Ágnes Kőrösi                        |
| Dameneinzel  | Laura Sárosi                           | Maryna Iljinska                            | Natalya Voytsekh                    |
| Herrendoppel | Ivan Druzchenko Vladislav Druzchenko   | Miha Ivanič Andraž Krapež                  | Matthew Carder Danny Leinster       |
| Herrendoppel | Ivan Druzchenko Vladislav Druzchenko   | Miha Ivanič Andraž Krapež                  | Paweł Prądziński Jan Rudziński      |
| Damendoppel  | Alžběta Bášová Michaela Fuchsová       | Wiktoria Dąbczyńska Aleksandra Goszczyńska | Nikoletta Bukoviczki Daniella Gonda |
| Damendoppel  | Alžběta Bášová Michaela Fuchsová       | Wiktoria Dąbczyńska Aleksandra Goszczyńska | Maryna Iljinska Anna Mikhalkova     |
| Mixed        | Paweł Śmiłowski Magdalena Świerczyńska | Fredrik Kristensen Solvår Flåten Jørgensen | Ciaran Chambers Sinead Chambers     |
| Mixed        | Paweł Śmiłowski Magdalena Świerczyńska | Fredrik Kristensen Solvår Flåten Jørgensen | Dominik Stipsits Antonia Meinke     |